# Liste der Orte im Alb-Donau-Kreis
Die Liste der Orte im Alb-Donau-Kreis listet die geographisch getrennten Orte (Ortsteile, Stadtteile, Dörfer, Weiler, Höfe, (Einzel-)Häuser) im Alb-Donau-Kreis auf.

## Systematische Liste
Alphabet der Städte und Gemeinden mit den zugehörigen Orten.
| - Allmendingen mit den Gemeindeteilen Allmendingen, Ennahofen, Grötzingen, Niederhofen und Weilersteußlingen. - Zu Allmendingen die Dörfer Großallmendingen und Kleinallmendingen, der Weiler Hausen ob Allmendingen und das Gehöft Siegentalhof. - Zu Ennahofen das Dorf Ennahofen. - Zu Grötzingen das Dorf Grötzingen. - Zu Niederhofen das Dorf Niederhofen, die Weiler Pfraunstetten und Schwörzkirch und die Häuser Ziegelei. - Zu Weilersteußlingen das Dorf Weilersteußlingen und der Weiler Ermelau. - Altheim mit dem Dorf Altheim. - Altheim (Alb) mit dem Dorf Altheim (Alb), den Weilern Söglingen und Zähringen und dem Gehöft Märkleshöfe. - Amstetten mit den Gemeindeteilen Amstetten, Bräunisheim, Hofstett-Emerbuch, Reutti, Schalkstetten und Stubersheim. - Zu Amstetten das Dorf Amstetten, die Siedlung Amstetten-Bahnhof und der Weiler Steighof (Waldeck). - Zu Bräunisheim das Dorf Bräunisheim. - Zu Hofstett-Emerbuch das Dorf Hofstett-Emerbuch. - Zu Reutti das Dorf Reutti und das Gehöft Wannenhof. - Zu Schalkstetten das Dorf Schalkstetten. - Zu Stubersheim das Dorf Stubersheim. - Asselfingen mit dem Dorf Asselfingen. - Ballendorf mit dem Dorf Ballendorf und dem Weiler Mehrstetten. - Balzheim mit den Gemeindeteilen Oberbalzheim und Unterbalzheim. - Zu Oberbalzheim das Dorf Oberbalzheim. - Zu Unterbalzheim das Dorf Unterbalzheim und die Höfe Halbertshof und Mühle. - Beimerstetten mit dem Dorf Beimerstetten und den Weilern Eiselau und Hagen. - Berghülen mit den Gemeindeteilen Berghülen und Bühlenhausen. - Zu Berghülen das Dorf Berghülen, der Weiler Treffensbuch, das Gehöft Hinterer Hessenhof und die Häuser Ziegelhütte. - Zu Bühlenhausen das Dorf Bühlenhausen. - Bernstadt mit dem Dorf Bernstadt und dem Gehöft Butzenhöfe. - Blaubeuren mit den Stadtteilen Asch, Beiningen, Blaubeuren, Pappelau, Seißen, Sonderbuch und Weiler. - Zu Asch das Dorf Asch. - Zu Beiningen das Dorf Beiningen und das Gehöft Gleißenburg. - Zu Blaubeuren die Stadt Blaubeuren, der Stadtteil Gerhausen, der Weiler Altental und die Höfe Gleißenburg und Hessenhöfe. - Zu Pappelau die Dörfer Pappelau, Erstetten, der Ort Sotzenhausen und das Gehöft Ziegelhof. - Zu Seißen das Dorf Seißen, die Wohnsiedlung Weilerhalde, der Weiler Wennenden, das Gehöft Vorderer Hessenhof und die Häuser Steigziegelhütte. - Zu Sonderbuch das Dorf Sonderbuch. - Zu Weiler das Dorf Weiler und die Häuser Sotzenhausen. - Blaustein mit den Stadtteilen Arnegg, Bermaringen, Ehrenstein, Herrlingen, Klingenstein, Markbronn und Wippingen. - Zu Arnegg das Dorf Arnegg. - Zu Bermaringen das Dorf Bermaringen und der Weiler Hohenstein. - Zu Ehrenstein das Dorf Ehrenstein und das Gehöft Oberberghof. - Zu Herrlingen die Dörfer Herrlingen und Weidach, Schloss und Häuser Oberherrlingen und die Häuser Brunnenhaus, Giesgraben und Lautertal. - Zu Klingenstein der Burgweiler Klingenstein. - Zu Markbronn die Dörfer Markbronn und Dietingen. - Zu Wippingen das Dorf Wippingen und der Weiler Lautern. - Börslingen mit dem Dorf Börslingen. - Breitingen mit dem Dorf Breitingen und den Häusern Schönrain. - Dietenheim mit den Stadtteilen Dietenheim und Regglisweiler. - Zu Dietenheim die Stadt Dietenheim und die Höfe Gerthof und Neuhauser Hof. - Zu Regglisweiler das Dorf Regglisweiler, Schloss und ehemaliger Burgweiler Brandenburg (mit Regglisweiler zusammengewachsen), der Weiler Kreuthöfe (z. T. auch in der Gemarkung Illerrieden-Wangen) und das Gehöft Marienhof. - Dornstadt mit den Gemeindeteilen Bollingen, Dornstadt, Scharenstetten, Temmenhausen und Tomerdingen. - Zu Bollingen das Dorf Bollingen und der Weiler Böttingen. - Zu Dornstadt das Dorf Dornstadt. Zu Scharenstetten das Dorf Scharenstetten. - Zu Temmenhausen das Dorf Temmenhausen. - Zu Tomerdingen das Dorf Tomerdingen. - Ehingen (Donau) mit den Stadtteilen Altbierlingen, Altsteußlingen, Berg, Dächingen, Ehingen (Donau), Erbstetten, Frankenhofen, Gamerschwang, Granheim, Herbertshofen, Heufelden, Kirchbierlingen, Kirchen, Mundingen, Nasgenstadt, Rißtissen, Schaiblishausen und Volkersheim. - Zu Altbierlingen das Dorf Altbierlingen. - Zu Altsteußlingen das Dorf Altsteußlingen und der Weiler Briel. - Zu Berg das Dorf Berg und das Gehöft Ernsthof. - Zu Dächingen das Dorf Dächingen. - Zu Ehingen (Donau) die Stadt Ehingen (Donau), die Stadtteile Berkach und Dettingen, die Höfe Jägerhof, Käshof, Steinhofleben und Ziegelhof und die Häuser Saurücken. - Zu Erbstetten das Dorf Erbstetten, der Weiler Unterwilzingen und das Gehöft Vogelhof. - Zu Frankenhofen das Dorf Frankenhofen, der Weiler Tiefenhülen und das Gehöft Karlshof. - Zu Gamerschwang das Dorf Gamerschwang. - Zu Granheim das Dorf Granheim. - Zu Herbertshofen das Dorf Herbertshofen und der Weiler Dintenhofen. - Zu Heufelden das Dorf Heufelden und der Weiler Blienshofen. - Zu Kirchbierlingen das Dorf Kirchbierlingen und die Weiler Sontheim und Weisel. - Zu Kirchen das Dorf Kirchen, die Weiler Deppenhausen, Mühlen, Schlechtenfeld und Stetten und Schloss und Gehöft Mochental. - Zu Mundingen das Dorf Mundingen. - Zu Nasgenstadt das Dorf Nasgenstadt. - Zu Rißtissen das Dorf Rißtissen. - Zu Schaiblishausen das Dorf Schaiblishausen und der Weiler Bockighofen. - Zu Volkersheim das Dorf Volkersheim. - Emeringen mit dem Dorf Emeringen. - Emerkingen mit dem Dorf Emerkingen und dem Gehöft Köhlberg. - Erbach mit den Gemeindeteilen Bach, Dellmensingen, Donaurieden, Erbach, Ersingen und Ringingen. - Zu Bach das Dorf Bach. - Zu Dellmensingen das Dorf Dellmensingen. - Zu Donaurieden das Dorf Donaurieden. - Zu Erbach das Dorf Erbach, der Weiler Wernau, das Gehöft Maxhof und die Häuser Burren und Riedmühle. - Zu Ersingen das Dorf Ersingen, das Gehöft Riedhof und die Häuser Stauwehr und Umformstation. - Zu Ringingen das Dorf Ringingen und der Weiler Steinenfeld. | - Griesingen mit dem Dorf Untergriesingen und dem Weiler Obergriesingen. - Grundsheim mit dem Dorf Grundsheim. - Hausen am Bussen mit dem Dorf Hausen am Bussen. - Heroldstatt mit den Gemeindeteilen Ennabeuren und Sontheim und der Wohnsiedlung Breithülen. - Zu Ennabeuren das Dorf Ennabeuren, die Wohnsiedlung Breithülen und das Gehöft Ziegelhof. - Zu Sontheim das Dorf Sontheim. - Holzkirch mit dem Dorf Holzkirch. - Hüttisheim mit dem Dorf Hüttisheim und dem Weiler Humlangen. - Illerkirchberg mit den Gemeindeteilen Oberkirchberg und Unterkirchberg. - Zu Oberkirchberg das Dorf Oberkirchberg und die Weiler Beutelreusch, Buch und Oberweiler. - Zu Unterkirchberg das Dorf Unterkirchberg, der Weiler Mussingen und die Häuser Ziegelei. - Illerrieden mit den Gemeindeteilen Dorndorf, Illerrieden und Wangen. - Zu Dorndorf das Dorf Dorndorf und das Gehöft Wochenau. - Zu Illerrieden das Dorf Illerrieden. - Zu Wangen das Dorf Wangen und der Weiler Kreuthöfe (z. T. in der Gemarkung Dietenheim-Regglisweiler). - Laichingen mit den Stadtteilen Feldstetten, Laichingen, Machtolsheim und Suppingen. - Zu Feldstetten das Dorf Feldstetten. - Zu Laichingen die Stadt Laichingen. - Zu Machtolsheim das Dorf Machtolsheim. - Zu Suppingen das Dorf Suppingen. - Langenau mit den Stadtteilen Albeck, Göttingen, Hörvelsingen und Langenau. - Zu Albeck die Stadt Albeck, die Weiler Osterstetten und Stuppelau und die Höfe Daunerhof, Kornberghöfe und Staudenhöfe. - Zu Göttingen das Dorf Göttingen. - Zu Hörvelsingen das Dorf Hörvelsingen, der Weiler Witthau und das Gehöft St. Nikolaus. - Zu Langenau die Stadt Langenau, der Weiler Riedhöfe und die Höfe Fischerhöfe, Freihof, Sixenmühle und Wasenmeisterei und das Haus Schammensägmühle. - Lauterach mit dem Dorf Lauterach, den Weilern Neuburg, Reichenstein und Talheim und den Häusern Laufenmühle. - Lonsee mit den Gemeindeteilen Ettlenschieß, Halzhausen, Lonsee, Luizhausen, Radelstetten und Urspring. - Zu Ettlenschieß das Dorf Ettlenschieß. - Zu Halzhausen die Dörfer Halzhausen und Sinabronn. - Zu Lonsee das Dorf Lonsee. - Zu Luizhausen das Dorf Luizhausen. - Zu Radelstetten das Dorf Radelstetten. - Zu Urspring das Dorf Urspring. - Merklingen mit dem Dorf Merklingen und dem Weiler Widderstall. - Munderkingen mit der Stadt Munderkingen und dem Weiler Algershofen. - Neenstetten mit dem Dorf Neenstetten und den Höfen Eisentalhöfe und Himmelreichhöfe. - Nellingen mit den Gemeindeteilen Nellingen und Oppingen. - Zu Nellingen das Dorf Nellingen, der Weiler Aichen und das Haus Raststätte Aichen. - Zu Oppingen das Dorf Oppingen. - Nerenstetten mit dem Dorf Nerenstetten und dem Weiler Wettingen. - Oberdischingen mit dem Dorf Oberdischingen und dem Haus Kraftwerk Öpfingen. - Obermarchtal mit den Gemeindeteilen Obermarchtal und Reutlingendorf. - Zu Obermarchtal das Dorf Obermarchtal, die Weiler Datthausen, Gütelhofen und Luppenhofen und die Höfe Alfredstal und Mittenhausen. - Zu Reutlingendorf das Dorf Reutlingendorf. - Oberstadion mit den Gemeindeteilen Hundersingen, Moosbeuren, Mundeldingen und Oberstadion. - Zu Hundersingen das Dorf Hundersingen. - Zu Moosbeuren das Dorf Moosbeuren. - Zu Mundeldingen das Dorf Mundeldingen, der Weiler Mühlhausen und das Gehöft Meisterhof. - Zu Oberstadion das Dorf Oberstadion und der Weiler Rettighofen. - Öllingen mit dem Dorf Öllingen. - Öpfingen mit dem Dorf Öpfingen. - Rammingen mit dem Dorf Rammingen und den Häusern Lindenau. - Rechtenstein mit dem Dorf Rechtenstein und dem Gehöft Brühlhof. - Rottenacker mit dem Dorf Rottenacker, dem Weiler Neudorf und dem Gehöft St. Johann. - Schelklingen mit den Stadtteilen Gundershofen, Hausen, Hütten, Ingstetten, Justingen, Schelklingen, Schmiechen und Sondernach. - Zu Gundershofen das Dorf Gundershofen und die Häuser Springen. - Zu Hausen das Dorf Hausen und das Gehöft Muschenwang. - Zu Hütten das Dorf Hütten, die Weiler Talsteußlingen und Teuringshofen, Schloss und Gehöft Neusteußlingen und das Gehöft Schloßhof. - Zu Ingstetten das Dorf Ingstetten. - Zu Justingen das Dorf Justingen und das Gehöft Ziegelhütte. - Zu Schelklingen die Stadt Schelklingen, der Weiler Urspring, das Gehöft Oberschelklingen und die Häuser Dreikönigsmühle, Herz-Jesu-Berg und Sotzenhausen. - Zu Schmiechen das Dorf Schmiechen und die Häuser Böllisburren, Umspannwerk und Vohenbrunnen. - Zu Sondernach das Dorf Sondernach und die Häuser Riedmühle. - Schnürpflingen mit dem Dorf Schnürpflingen und den Weilern Ammerstetten und Beuren. - Setzingen mit dem Dorf Setzingen. - Staig mit den Gemeindeteilen Altheim ob Weihung, Steinberg und Weinstetten. - Zu Altheim das Dorf Altheim. - Zu Steinberg das Dorf Steinberg und der Weiler Essendorf. - Zu Weinstetten die Dörfer Weinstetten und Staig und der Weiler Harthausen. - Untermarchtal mit dem Dorf Untermarchtal. - Unterstadion mit dem Dorf Unterstadion und dem Weiler Bettighofen. - Unterwachingen mit dem Dorf Unterwachingen. - Weidenstetten mit dem Dorf Weidenstetten und dem Weiler Schechstetten. - Westerheim mit dem Dorf Westerheim, dem Weiler Heuberg und den Höfen Dornenbuch, Egelsee und Klosterhof. - Westerstetten mit dem Dorf Westerstetten, den Weilern Hinterdenkental und Vorderdenkental und den Höfen Birkhof (oder Bürghof) und Taublindermühle. |

## Alphabetische Liste
In Fettschrift erscheinen die Orte, die namengebend für die Gemeinde sind, in Kursivschrift Einzelhäuser, Häusergruppen, Burgen, Schlösser und Höfe. Zusätzliche bestehende kleine Orte nach der Quelle www.leo-bw.de werden dort in aller Regel nicht wie in der Listengrundlage nach Weiler/Siedlung/Wohnplatz usw. differenziert, sondern einheitlich als Wohnplatz klassifiziert, dieser Ortsteiltyp wird hier entsprechend kursiviert übernommen.
| - Aichen zu Nellingen - Albeck zu Langenau - Alfredstal zu Obermarchtal - Algershofen zu Munderkingen - Altbierlingen zu Ehingen (Donau) - Altental zu Blaubeuren - Altheim - Altheim zu Staig - Altheim (Alb) - Altsteußlingen zu Ehingen (Donau) - Ammerstetten zu Schnürpflingen - Amstetten - Amstetten-Bahnhof zu Amstetten - Arnegg zu Blaustein - Asch zu Blaubeuren - Asselfingen - Bach zu Erbach - Ballendorf - Beimerstetten - Beiningen zu Blaubeuren - Berg zu Ehingen (Donau) - Berghülen - Berkach zu Ehingen (Donau) - Bermaringen zu Blaustein - Bernstadt - Bettighofen zu Unterstadion - Beuren zu Schnürpflingen - Beutelreusch zu Illerkirchberg - Birkhof (oder Bürghof) zu Westerstetten - Blaubeuren - Blienshofen zu Ehingen (Donau) - Bockighofen zu Ehingen (Donau) - Bollingen zu Dornstadt - Böllisburren zu Schelklingen - Börslingen - Böttingen zu Dornstadt - Brandenburg zu Dietenheim - Bräunisheim zu Amstetten - Breithülen zu Heroldstatt - Breitingen - Briel zu Ehingen (Donau) - Brühlhof zu Rechtenstein - Brunnenhaus zu Blaustein - Buch zu Illerkirchberg - Bühlenhausen zu Berghülen - Burren zu Erbach - Butzenhöfe zu Bernstadt - Dächingen zu Ehingen (Donau) - Datthausen zu Obermarchtal - Daunerhof zu Langenau - Dellmensingen zu Erbach - Deppenhausen zu Ehingen (Donau) - Dettingen zu Ehingen (Donau) - Dietenheim - Dietingen zu Blaustein - Dintenhofen zu Ehingen (Donau) - Donaurieden zu Erbach - Dorndorf zu Illerrieden - Dornenbuch zu Westerheim - Dornstadt - Dreikönigsmühle zu Schelklingen - Egelsee zu Westerheim - Ehingen (Donau) - Ehrenstein zu Blaustein - Eiselau zu Beimerstetten - Eisentalhöfe zu Neenstetten - Emeringen - Emerkingen - Ennabeuren zu Heroldstatt - Ennahofen zu Allmendingen - Erbach - Erbstetten zu Ehingen (Donau) - Ermelau zu Allmendingen - Ernsthof zu Ehingen (Donau) - Ersingen zu Erbach - Erstetten zu Blaubeuren - Essendorf zu Staig - Ettlenschieß zu Lonsee - Feldstetten zu Laichingen - Fischerhöfe zu Langenau - Frankenhofen zu Ehingen (Donau) - Freihof zu Langenau - Gamerschwang zu Ehingen (Donau) - Gerhausen zu Blaubeuren - Gerthof zu Dietenheim - Giesgraben zu Blaustein - Gleißenburg zu Blaubeuren - Gleißenburg zu Blaubeuren - Göttingen zu Langenau - Granheim zu Ehingen (Donau) - Großallmendingen zu Allmendingen - Grötzingen zu Allmendingen - Grundsheim - Gundershofen zu Schelklingen - Gütelhofen zu Obermarchtal - Hagen zu Beimerstetten - Halbertshof zu Balzheim - Halzhausen zu Lonsee - Harthausen zu Staig - Hausen zu Schelklingen - Hausen am Bussen - Hausen ob Allmendingen zu Allmendingen - Herbertshofen zu Ehingen (Donau) - Herrlingen zu Blaustein - Herz-Jesu-Berg zu Schelklingen - Hessenhöfe zu Blaubeuren - Heuberg zu Westerheim - Heufelden zu Ehingen (Donau) - Himmelreichhöfe zu Neenstetten - Hinterdenkental zu Westerstetten - Hinterer Hessenhof zu Berghülen - Hofstett-Emerbuch zu Amstetten - Hohenstein zu Blaustein - Holzkirch - Hörvelsingen zu Langenau - Humlangen zu Hüttisheim - Hundersingen zu Oberstadion - Hütten zu Schelklingen - Hüttisheim - Illerrieden - Ingstetten zu Schelklingen - Jägerhof zu Ehingen (Donau) - Justingen zu Schelklingen - Karlshof zu Ehingen (Donau) - Käshof zu Ehingen (Donau) - Kirchbierlingen zu Ehingen (Donau) - Kirchen zu Ehingen (Donau) - Kleinallmendingen zu Allmendingen - Klingenstein zu Blaustein - Klosterhof zu Westerheim - Köhlberg zu Emerkingen - Kornberghöfe zu Langenau - Kraftwerk Öpfingen zu Oberdischingen - Kreuthöfe zu Dietenheim und Illerrieden - Laichingen - Langenau - Laufenmühle zu Lauterach - Lauterach - Lautern zu Blaustein - Lautertal zu Blaustein - Lindenau zu Rammingen - Lonsee - Luizhausen zu Lonsee - Luppenhofen zu Obermarchtal | - Machtolsheim zu Laichingen - Marienhof zu Dietenheim - Markbronn zu Blaustein - Märkleshöfe zu Altheim (Alb) - Maxhof zu Erbach - Mehrstetten zu Ballendorf - Meisterhof zu Oberstadion - Merklingen - Mittenhausen zu Obermarchtal - Mochental zu Ehingen (Donau) - Moosbeuren zu Oberstadion - Mühle zu Balzheim - Mühlen zu Ehingen (Donau) - Mühlhausen zu Oberstadion - Mundeldingen zu Oberstadion - Munderkingen - Mundingen zu Ehingen (Donau) - Muschenwang zu Schelklingen - Mussingen zu Illerkirchberg - Nasgenstadt zu Ehingen (Donau) - Neenstetten - Nellingen - Nerenstetten - Neuburg zu Lauterach - Neudorf zu Rottenacker - Neuhauser Hof zu Dietenheim - Neusteußlingen zu Schelklingen - Niederhofen zu Allmendingen - Oberbalzheim zu Balzheim - Oberberghof zu Blaustein - Oberdischingen - Obergriesingen zu Griesingen - Oberherrlingen zu Blaustein - Oberkirchberg zu Illerkirchberg - Obermarchtal - Oberschelklingen zu Schelklingen - Oberstadion - Oberweiler zu Illerkirchberg - Öllingen - Öpfingen - Oppingen zu Nellingen - Osterstetten zu Langenau - Pappelau zu Blaubeuren - Pfraunstetten zu Allmendingen - Radelstetten zu Lonsee - Rammingen - Raststätte Aichen zu Nellingen - Rechtenstein - Regglisweiler zu Dietenheim - Reichenstein zu Lauterach - Rettighofen zu Oberstadion - Reutlingendorf zu Obermarchtal - Reutti zu Amstetten - Riedhof zu Erbach - Riedhöfe zu Langenau - Riedmühle zu Erbach - Riedmühle zu Schelklingen - Ringingen zu Erbach - Rißtissen zu Ehingen (Donau) - Rottenacker - Saurücken zu Ehingen (Donau) - Schaiblishausen zu Ehingen (Donau) - Schalkstetten zu Amstetten - Schammensägmühle zu Langenau - Scharenstetten zu Dornstadt - Schechstetten zu Weidenstetten - Schelklingen - Schlechtenfeld zu Ehingen (Donau) - Schloßhof zu Schelklingen - Schmiechen zu Schelklingen - Schnürpflingen - Schönrain zu Breitingen - Schwörzkirch zu Allmendingen - Seißen zu Blaubeuren - Setzingen - Siegentalhof zu Allmendingen - Sinabronn zu Lonsee - Sixenmühle zu Langenau - Söglingen zu Altheim (Alb) - Sonderbuch zu Blaubeuren - Sondernach zu Schelklingen - Sontheim zu Ehingen (Donau) - Sontheim zu Heroldstatt - Sotzenhausen zu Blaubeuren - Sotzenhausen zu Blaubeuren - Sotzenhausen zu Schelklingen - Springen zu Schelklingen - St. Johann zu Rottenacker - St. Nikolaus zu Langenau - Staig - Staudenhöfe zu Langenau - Stauwehr zu Erbach - Stegziegelhütte zu Blaubeuren - Steighof (Waldeck) zu Amstetten - Steinberg zu Staig - Steinenfeld zu Erbach - Steinhofleben zu Ehingen (Donau) - Stetten zu Ehingen (Donau) - Stubersheim zu Amstetten - Stuppelau zu Langenau - Suppingen zu Laichingen - Talheim zu Lauterach - Talsteußlingen zu Schelklingen - Taublindermühle zu Westerstetten - Temmenhausen zu Dornstadt - Teuringshofen zu Schelklingen - Tiefenhülen zu Ehingen (Donau) - Tomerdingen zu Dornstadt - Treffensbuch zu Berghülen - Umformstation zu Erbach - Umspannwerk zu Schelklingen - Unterbalzheim zu Balzheim - Untergriesingen zu Griesingen - Unterkirchberg zu Illerkirchberg - Untermarchtal - Unterstadion - Unterwachingen - Unterwilzingen zu Ehingen (Donau) - Urspring zu Lonsee - Urspring zu Schelklingen - Vogelhof zu Ehingen (Donau) - Vohenbrunnen zu Schelklingen - Volkersheim zu Ehingen (Donau) - Vorderdenkental zu Westerstetten - Vorderer Hessenhof zu Blaubeuren - Wangen zu Illerrieden - Wannenhof zu Amstetten - Wasenmeisterei zu Langenau - Weidach zu Blaustein - Weidenstetten - Weiler zu Blaubeuren - Weilerhalde zu Blaubeuren - Weilersteußlingen zu Allmendingen - Weinstetten zu Staig - Weisel zu Ehingen (Donau) - Wennenden zu Blaubeuren - Wernau zu Erbach - Westerheim - Westerstetten - Wettingen zu Nerenstetten - Widderstall zu Merklingen - Wippingen zu Blaustein - Witthau zu Langenau - Wochenau zu Illerrieden - Zähringen zu Altheim (Alb) - Ziegelei zu Allmendingen - Ziegelei zu Illerkirchberg - Ziegelhof zu Blaubeuren - Ziegelhof zu Ehingen (Donau) - Ziegelhof zu Heroldstatt - Ziegelhütte zu Berghülen - Ziegelhütte zu Schelklingen |